# LX200-Protokoll
Das  LX200-Protokoll ist ein Befehlssatz zur Fernsteuerung von Amateurteleskopen über die serielle Schnittstelle eines Computers.
Das LX200-Protokoll wurde von der Firma Meade zur Steuerung der von ihr produzierten Teleskope entwickelt. Es ist u. a. in die Goto-Montierungen integriert, die mit dem Handcomputer Autostar bedient werden. Jedoch wird dieses Protokoll auch von anderen Herstellern zur Teleskopsteuerung verwendet. Sein Befehlssatz liegt im Klartext vor und ist einfach strukturiert. Es können sowohl Befehle gesendet werden, als auch der Status der Teleskopmontierung abgefragt werden. Wird z. B. ein Teleskop auf ein unbekanntes Himmelsobjekt ausgerichtet, so kann das Astronomieprogramm eines Computers über das LX200-Protokoll die momentane Position des Teleskops abfragen und die Himmelskoordinaten seiner Ziellinie anzeigen. Man kann aber auch in einer Datenbank des Sternhimmels das Objekt suchen und in die Mitte des Blickfeldes zentrieren.

## Befehlssatz
Die Kommandos beginnen mit einem Doppelpunkt, dann kommt ein Buchstabe bzw. eine Buchstabenfolge und als Abschluss das Rautezeichen. Diese Zeichenfolgen können im einfachsten Fall sogar mit einem Terminalprogramm übertragen werden. Da diesem jedoch die grafische Aufarbeitung der Antworten der Montierung fehlt, ist die Interpretation der teils kryptischen Antworten schwierig.
Es lassen sich nicht nur Befehle an die Teleskopsteuerung selbst absetzen, sondern es gibt auch Befehle zur Lüfter- und Temperatursteuerung und zur motorischen Scharfstellung des Teleskops. Außerdem sind im Befehlssatz der Empfang von Kommandos von GPS-Empfängern vorgesehen, so dass die manuelle Eingabe von Standortkoordinaten und Uhrzeit/Datum entfallen.
Siehe auch: Goto-Montierung, Nachführung